# Kratochvilka
Kratochvilka (deutsch: Kurzweil) ist eine Gemeinde in Tschechien. Sie liegt sieben Kilometer nördlich von Ivančice und gehört zum Okres Brno-venkov.

## Geographie
Kratochvilka befindet sich im südlichen Teil der Boskowitzer Furche in Mähren. Nordöstlich erhebt sich der Bučín (444 m), im Südosten der Herzán (452 m) und nordwestlich die Síčka (421 m).
Nachbarorte sind Pendrov und Rosice im Norden, Tetčice und Omice im Nordosten, Střelice im Osten, Neslovice im Südosten, Ivančice im Süden, Padochov im Südwesten, Zbýšov im Westen sowie Babice und Rosice im Nordwesten.

## Geschichte
Seit 1626 ist an der Stelle des heutigen Dorfes eine Ausspanne namens Kurzweil nachweisbar. 1783 wurde der zur Herrschaft Oslawan gehörige Hof parzelliert und bis 1788 an zwölf Familianten aufgeteilt. An Stelle der herrschaftlichen Brennerei entstand eine Schenke. Jedoch zeigt sich bald ein Trinkwassermangel im Dorf. Der neu entstandene Ort führte ein Siegel mit einem Lamm als Wappentier. Zu Beginn des 19. Jahrhunderts begann der Abbau der Steinkohlenlagerstätten im Rossitz-Oslawaner Becken. 1820 eröffnete nordwestlich des Dorfes am Hügel Síčka die Steinkohlenzeche „Liebe Gottes“. Die auf dem Kataster von Kratochvilka gelegene „Liebe Gottes“ (důl Láska Boží) hatte ein Grubenfeld von sieben Hektar und 91 Ar. Nachfolgend wuchs Krochtochvilka wuchs zu einer Bergarbeitersiedlung für die Steinkohlengruben von Zbýšov an.
Nach der Aufhebung der Patrimonialherrschaften bildete Kratochvilka ab 1850 eine Gemeinde in der Bezirkshauptmannschaft Brünn. Während des Deutschen Krieges wurde das Dorf 1866 von preußischen Truppen geplündert. Im Jahre 1914 erfolgte die Elektrifizierung des Dorfes. 1921 wurde die Gemeinde dem Okres Brno-venkov zugeordnet. Im Jahre 1922 wurde eine neue Straße nach Zbýšov gebaut. Bis 1927 war der Ort nach Neslovice eingeschult, ab 1928 begann der Unterricht in Kratochvilka. Die Freiwillige Feuerwehr gründete sich 1928. Die Bergarbeiter von Kratochvilka beteiligten sich zwischen dem 23. Oktober und 19. November 1928 am vierwöchigen Streik der Bergleute des Rossitz-Oslawaner Reviers, der ihnen keine Verbesserungen brachte. Im Jahre 1930 lebten in den 102 Häusern des Dorfes 560 Menschen, davon 559 Tschechen und ein Deutscher. Konfessionell waren 548 der Einwohner Katholiken. Am 4. November 1932 traten die Bergleute der Zechen Julius und Ferdinand in Zbýšov zur Verbesserung ihrer Lebens- und Arbeitsbedingungen in einen Ausstand, dem sich vier Tage später auch die Kumpel der Láska Boží / Liebe Gottes anschlossen. Am 22. Februar 1933 wurde der Streik ergebnislos abgebrochen. Zwischen 1948 und 1960 gehörte Kratochvilka zum Okres Rosice. Nach dessen Aufhebung kam Kratochvilka zum Okres Brno-venkov zurück und wurde nach Zbýšov eingemeindet. Der Steinkohlenbergbau wurde in der zweiten Hälfte des 20. Jahrhunderts eingestellt. Seit 1990 besteht die Gemeinde Kratochvilka wieder.

## Gemeindegliederung
Für die Gemeinde Kratochvilka sind keine Ortsteile ausgewiesen.

## Sehenswürdigkeiten
- Gedenkstein für die Opfer des Ersten Weltkrieges